# Igreja de Santa Rita de Cássia nas Virgens
Santa Rita da Cascia alle Vergini ou Igreja de Santa Rita de Cássia nas Virgens é uma igreja de Roma, Itália, dedicada a Santa Rita de Cássia e localizada na esquina da Via delle Vergini e da Via dell’Umiltà, no rione Trevi. É uma das igrejas nacionais da Úmbria na cidade.

## História
A igreja tem uma história complicada. foi construída pela primeira vez em 1615 e dedicada como Santa Maria delle Vergini no local onde já existia uma igreja de mesmo nome e que servia aos monges agostinianos do vizinho "Colégio de Nossa Senhora do Refúgio" (em italiano:  Collegio della Madonna del Rifugio). A igreja ficou pequena demais para o colégio foi quase totalmente reconstruída entre 1634 e 1636. Em 1660, sob a direção de Domenico Castelli, as obras no complexo finalmente terminaram. A fachada, de 1681, é atribuída a Mattia de Rossi e o campanário é de 1689; A igreja e o mosteiro permaneceram sob controle dos monges agostinianos até a unificação da Itália (1870), quando o complexo foi confiscado pelo governo italiano, que fechou o mosteiro e desconsagrou a igreja.
Em 1904, Santa Rita da Cascia in Campitelli foi demolida para abrir espaço para a construção do Monumento a Vitório Emanuel II, o que levou a Confraternidade da Sagrada Coroa de Espinhos do Nosso Senhor Jesus Cristo e a de Santa Rita de Cássia a se mudarem para a antiga igreja de Santa Maria delle Vergini, que foi reaberta, reconsagrada e rededicada a Santa Rita de Cássia.

## Descrição
O interior da igreja segue o plano de uma cruz grega com decoração em estilo barroco. O afresco da cúpula, de Michelangelo Ricciolini, é uma "Glória do Paraíso". Além do órgão, em talha dourada, a igreja abriga ainda, à esquerda da entrada, uma capela em honra a Nossa Senhora de Lourdes imitando uma gruta, dedicada em 1912.

## Galeria

Imagens da igreja
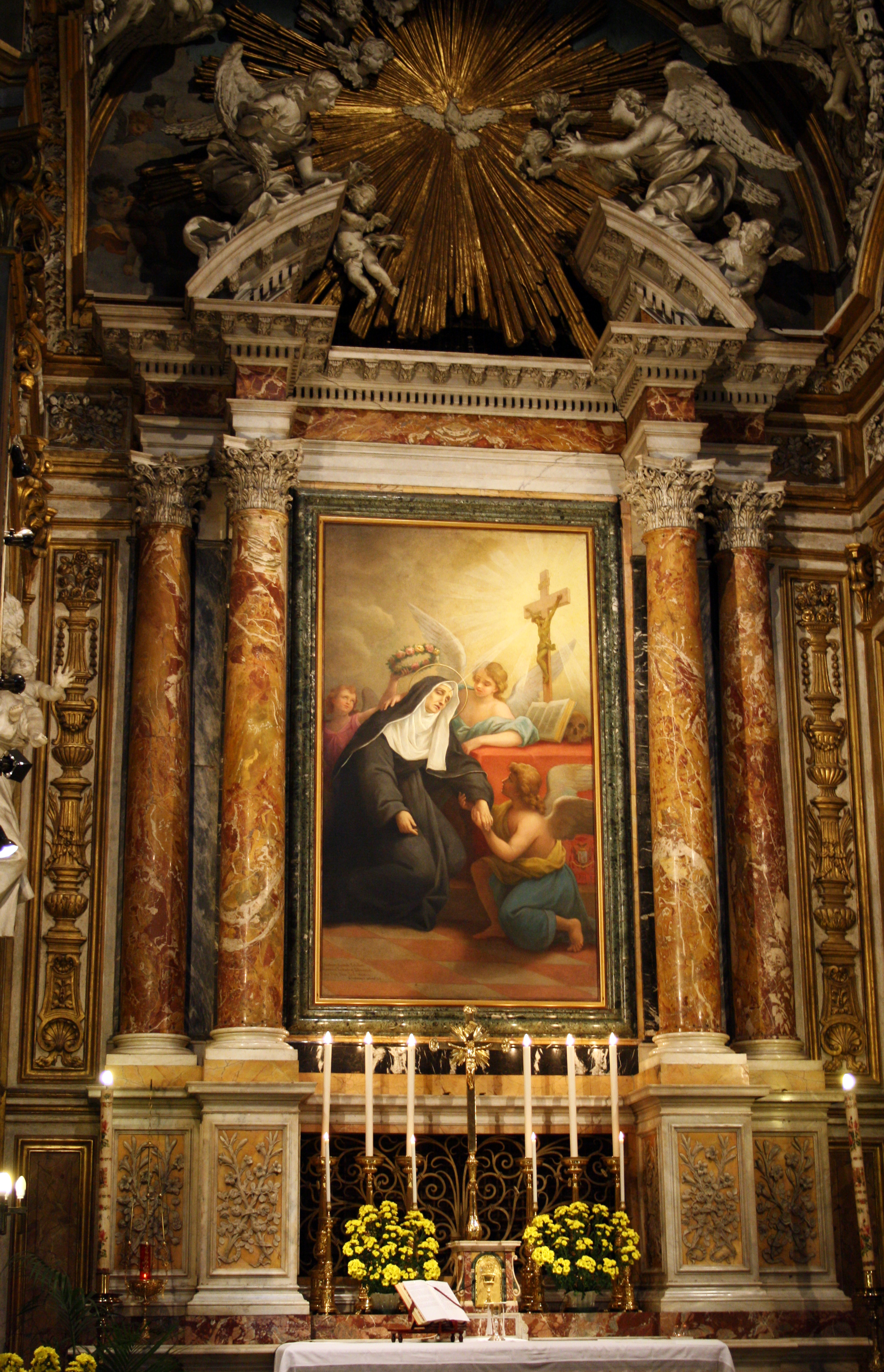
Altar-mor.
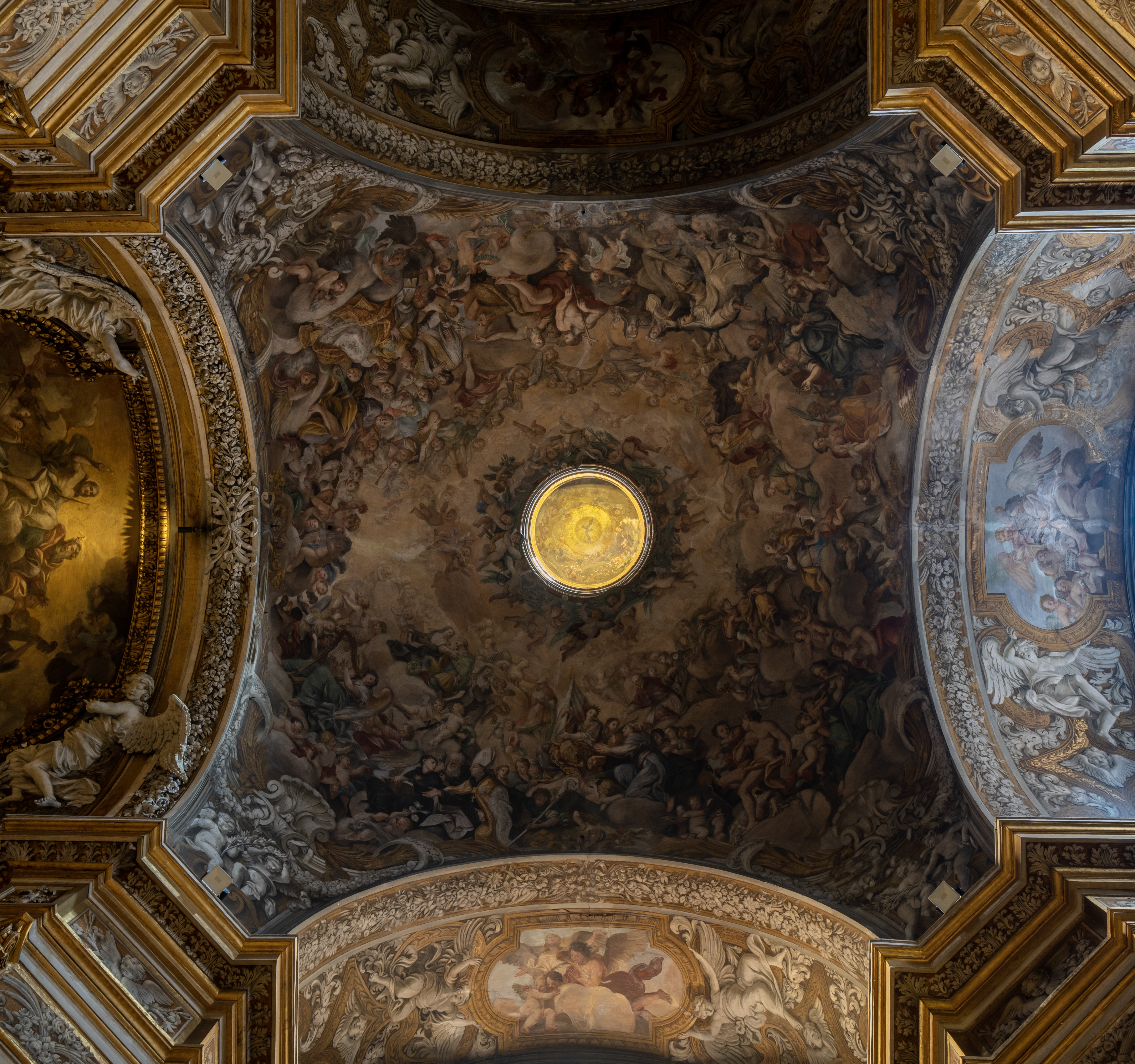
Interior da cúpula e a lanterna.